# Coreia do Sul nos Jogos Olímpicos de Verão de 1996
A Coreia do Sul participou dos Jogos Olímpicos de Verão de 1996 em Atlanta, Estados Unidos da América.

## Desempenho

### Atletismo
Masculino
| Prova       | Atleta | Preliminares | Preliminares | Quartas     | Quartas     | Semifinal   | Semifinal   | Final       | Final       |
| Prova       | Atleta | Marca        | Posição      | Marca       | Posição     | Marca       | Posição     | Marca       | Posição     |
| ----------- | ------ | ------------ | ------------ | ----------- | ----------- | ----------- | ----------- | ----------- | ----------- |
| Sun-Kuk Jin | 100 m  | 10s73        | 8º/bat. 9    | Não avançou | Não avançou | Não avançou | Não avançou | Não avançou | Não avançou |